# Dominik Hollý
Dominik Hollý (* 11. November 2003 in Bánovce nad Bebravou) ist ein slowakischer Fußballspieler.

## Karriere

### Verein
Beim FK AS Trenčín durchlief Hollý nach der Jugend auch die U19 und ging zur Saison 2021/22 in den Kader der ersten Mannschaft über, am 11. September 2021 gab er sein Debüt. Im Februar 2024 wechselte er nach Tschechien zum FK Jablonec.

### Nationalmannschaft
Nach zwei Partien mit der slowakischen U18 kam er ab August 2021 in mehreren Freundschaftsspielen der U19 zum Einsatz und nahm mit dieser an der Europameisterschaft 2022 teil, bei der die Slowakei den fünften Platz erreichte. Anschließend folgten einige Freundschaftsspiele mit der U20. Für die U21 debütierte er im September 2023.
Kurz danach wurde er erstmals für die slowakischen A-Nationalmannschaft nominiert. Dort debütierte er am 5. Juni 2024, als er bei einem 4:0-Freundschaftsspielsieg über San Marino er in der 68. Minute für Tomáš Rigo eingewechselt wurde. Zuvor wurde er in der Vorbereitung zur Endrunde bei der Europameisterschaft 2024 für den vorläufigen Kader nominiert.